# Pondicherryhai
Der Pondicherryhai (Carcharhinus hemiodon) ist eine Art der Gattung Carcharhinus innerhalb der Requiemhaie (Carcharhinidae). Das Verbreitungsgebiet dieser Art reicht von den Küsten Indiens und Oman bis in die Inselgebiete Südostasiens um Vietnam, Indonesien und Neuguinea.

## Aussehen und Merkmale
Der Pondicherryhai ist ein mittelgroßer Hai mit einer Maximallänge von etwa 150 bis 200 Zentimetern. Er hat eine graue Rückenfärbung und einen weißen Bauch. Die Spitzen der Brustflossen, der 2. Rückenflosse sowie beider Teile der Schwanzflosse sind schwarz gefärbt. An den Körperseiten befindet sich ein weißes Band.
Er besitzt eine Afterflosse und zwei Rückenflossen. Die erste Rückenflosse ist groß und sichelförmig, sie beginnt über oder leicht hinter dem hinteren Ansatzpunkt der Brustflossen. Die zweite Rückenflosse ist mit etwa 2,7 % der Körperlänge relativ groß und gut ausgebildet, sie beginnt etwa auf gleicher Höhe wie die Analflosse. Ein Interdorsalkamm ist vorhanden. Die Brustflossen sind groß und sichelförmig. Die Schnauze ist spitz zulaufend und langgezogen. Die Augen sind groß und rund und haben einen Durchmesser, der etwa 2–3 % der Körperlänge entspricht. Wie alle Arten der Gattung besitzen die Tiere fünf Kiemenspalten und haben kein Spritzloch.

## Lebensweise
Der Pondicherryhai lebt wahrscheinlich nur in Küstennähe über dem Kontinentalsockel und im Bereich von Inseln. Er ernährt sich räuberisch, wobei wahrscheinlich vor allem Knochenfische zu seinem Nahrungsspektrum gehören.
Über die Lebensweise dieser Art stehen nur sehr wenige Daten zur Verfügung. Er ist wahrscheinlich wie andere Arten der Gattung lebendgebärend und bildet eine Dottersack-Plazenta aus (plazental vivipar).

## Verbreitung

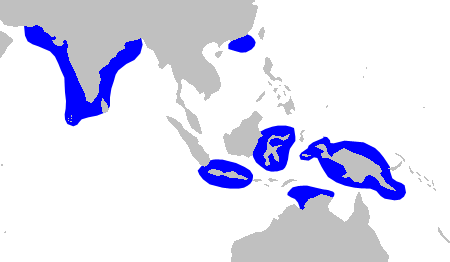
Verbreitungsgebiete des Pondicherryhais

Der Pondicherryhai hat ein potentielles Verbreitungsgebiet von den Küsten Indiens und Oman bis in die Inselgebiete Südostasiens um Vietnam, Indonesien und Neuguinea.

## Systematik
Gemeinsam mit einigen weiteren Arten wurde der Pondicherryhai bis vor wenigen Jahren in eine eigene Gattung der Nachthaie (Hypoprion) eingestellt. Zu diesen Arten gehörten der Atlantische Nachthai (C. signatus) und der Hartnasenhai (C. macloti), für den Glattzahn-Schwarzspitzenhai (C. leiodon) wurde eine Zugehörigkeit aufgrund der Zahnform diskutiert.

## Gefährdung
Der Pondicherryhai ist für den Menschen ungefährlich. Er ist in der Roten Liste der IUCN als vom Aussterben bedroht („Critically Endangered“) verzeichnet, da er heute nur noch von 20 Individuen bekannt ist, die in Museen aufbewahrt werden und an weit auseinanderliegenden Orten gefangen wurden. Nach einem letzten wissenschaftlichen Nachweis aus dem Jahr 1979 und wurde erstmals im Januar 2016 ein Exemplar dieser Art im Menik Ganga auf Sri Lanka beobachtet und fotografiert. Die meisten Nachweise stammen aus der Zeit vor 1900 und sein Verbreitungsgebiet ist ein Gebiet mit intensivem Fischfang.

## Belege
1. ↑  Malaka Rodrigo: ‘Extinct’ shark spotted in Menik Ganga In: The Sunday Times vom 14. Februar 2016
2. ↑  Carcharhinus hemiodon in der Roten Liste gefährdeter Arten der IUCN 2007. Eingestellt von: Compagno, L.J.V., White, W. & Fowler, S. (SSG Australia & Oceania Regional Workshop, March 2003), 2003. Abgerufen am 18. August 2008.